# 大谷山荘
大谷山荘（おおたにさんそう）は、山口県長門市にある旅館。

## 概要
長門湯本温泉にある老舗旅館で創業は1881年（明治14年）。初代大谷辰之助が旅館業を始めた。1960年（昭和35年）には大修理がなされた。
本館（111室）と別邸（18室）からなり、特別室を10室以上擁する。館内には露天風呂など複数の温泉施設がある。
小泉純一郎や安倍晋三をはじめとする歴代の内閣総理大臣や、明仁上皇らも宿泊したことがある高級旅館である。住所は山口県長門市深川湯本平町2208。最寄り駅は、長門湯本駅から車で3分。川と山に囲まれた地理の存在し、裏山がホタルの発生地である。2016年（平成28年）12月15日の日露首脳会談の舞台となった。首脳会談時には一時的にホームページがダウンした。

## メディア掲載
- 2011年5月18日 テレビ東京 いい旅・夢気分 「初夏の小京都　萩・津和野　城下町の宿と日本海の幸」[10][11]（大阪放送2012年4月1日[12]）出演　前田吟,松村雄基